# جاين أردن
جاين أردن (بالإنجليزية: Jane Arden) هي ملحنة وكاتِبة وكاتبة غنائية وكاتبة سيناريو وشاعرة وممثلة بريطانية، ولدت في 29 أكتوبر 1927 في المملكة المتحدة، وتوفيت بنفس المكان في 20 ديسمبر 1982.

## وصلات خارجية
- جاين أردن على موقع IMDb (الإنجليزية)
- جاين أردن على موقع ميوزك برينز (الإنجليزية)
- جاين أردن على موقع قاعدة بيانات برودواي على الإنترنت (الإنجليزية)
- جاين أردن على موقع قاعدة بيانات الفيلم (الإنجليزية)